# Municipio de Hendricks (Indiana)
El municipio de Hendricks (en inglés: Hendricks Township) es un municipio ubicado en el condado de Shelby en el estado estadounidense de Indiana. En el año 2010 tenía una población de 1286 habitantes y una densidad poblacional de 13,57 personas por km².

## Geografía
El municipio de Hendricks se encuentra ubicado en las coordenadas 39°29′6″N 85°53′31″O / 39.48500, -85.89194. Según la Oficina del Censo de los Estados Unidos, el municipio tiene una superficie total de 94.75 km², de la cual 94,2 km² corresponden a tierra firme y (0,58 %) 0,55 km² es agua.

## Demografía
Según el censo de 2010, había 1286 personas residiendo en el municipio de Hendricks. La densidad de población era de 13,57 hab./km². De los 1286 habitantes, el municipio de Hendricks estaba compuesto por el 98,44 % blancos, el 0,16 % eran afroamericanos, el 0,16 % eran amerindios, el 0,47 % eran asiáticos y el 0,78 % eran de una mezcla de razas. Del total de la población el 0,54 % eran hispanos o latinos de cualquier raza.